# Michael Carbajal
Michael Carbajal (Phoenix, 17 de septiembre de 1967) es un exatleta y exboxeador profesional estadounidense que obtuvo la medalla de plata en los Juegos Olímpicos de Seúl 1988 y llegó a consagrarse campeón mundial de los peso minimosca. La revista The Ring lo seleccionó como el mejor boxeador del año 1993.